# Amesys
Amesys est un groupe de société de services en ingénierie informatique française, fondé en 1979 et développant son activité principalement sur les marchés de la défense et de l'aéronautique, des télécommunications, du transport, de l'énergie, de l'industrie, des réseaux, de la sécurité et de la microélectronique. Amesys sera renommé en Nexa Technologies en 2012. En 2021, Nexa Technologies cède ses activités françaises à la société française Elektron, rachetée ensuite par ChapsVision.

## Présentation
Amesys est une filiale du groupe Crescendo Industries, dirigé par Philippe Vannier et créée début 2007 par fusion de deux filiales du groupe : I2E et Artware. L'entreprise est intégrée dans le groupe Bull, société française spécialisée dans l'informatique professionnelle, le 1er janvier 2010, quand Crescendo Industries entre dans le capital de Bull. Bull sera ensuite racheté par Atos en 2014.
Le groupe réunissait neuf cents employés, répartis entre onze entreprises, dans toute la France (Aix-en-Provence, Paris, Toulouse, Grenoble, Rennes, Sophia Antipolis, Montpellier, Lyon, Strasbourg, Bordeaux) ainsi qu'à l'étranger (Luxembourg, Canada, Allemagne, Suisse et Singapour). Son activité englobait l'ingénierie et l'intégration de systèmes complexes, le développement matériel, logiciel (notamment au travers la marque BEN Marine) et de technologies informatiques, le conseil en hautes technologies et l'assistance technique.[réf. nécessaire].
En 2021, Nexa Technologies cède ses activités françaises à sa société sœur française Elektron, rachetée ensuite en 2022 par ChapsVision.

## Procédures judiciaires

### Affaire de la vente de technologies de surveillance à la Libye
En juin 2011, plusieurs sites d'information, dont Reflets.info et Owni.fr mettent en lumière la compromission de la société Amesys dans une affaire d'espionnage liée au régime libyen, dirigé par le colonel Kadhafi. Le 30 août de la même année, un reportage du Wall Street Journal précise les faits. Des documents rendus publics par l'ONG Wikileaks détaillent les moyens techniques mis en œuvre. L'entreprise a en effet vendu des technologies de surveillance qui ont permis au chef de l'État libyen de faire surveiller, traquer, éliminer ses opposants et, d'organiser l'écoute de l'ensemble des communications sur les réseaux internet et de téléphonie mobile et satellitaire en Libye,,. La Fédération internationale des ligues des droits de l'homme et la Ligue des droits de l'homme mettent en cause Amesys et portent plainte contre X à Paris, le 19 octobre 2011. En 2011, une entrevue du directeur commercial d'Amesys Bruno Samtmann compare la responsabilité d'Amesys dans les vies humaines mises en danger en Libye du fait de l'usage de cette technologie de surveillance à la responsabilité d'un vendeur de stylo dans les textes écrits avec ce stylo,.
Le 8 mars 2012, Bull annonce se séparer de sa filiale Amesys, commercialisant le logiciel Eagle mis en cause. Deux nouvelles sociétés, AMESys et Nexa Technologies, sont créées par l'ancien directeur commercial d'Amesys. Le logiciel Eagle, renommé « Cerebro », est cédé à l'entreprise Advanced Middle East Systems (AMESys), société écran créée pour l'occasion basée aux Émirats arabes unis qui travaille en Libye avec Abdallah Senoussi comme interface commerciale, condamné en France par contumace pour terrorisme dans le cadre de l'explosion du vol UTA 772 qui a fait 170 morts dont 54 français. Cette cession ne donne lieu à aucune autorisation d'export car le Premier ministre français, Jean-Marc Ayrault, indique alors qu'il s'agit d'un « matériel grand public ». Nexa Technologies, vend une solution logicielle qui reprend le système de surveillance fourni au colonel Kadhafi. Un de ses clients est l'Égypte dirigée par le général Abdel Fattah al-Sissi.
Le 21 mai 2012 une information judiciaire à l'encontre d'Amesys est ouverte à Paris pour complicité d'actes de torture. L'enquête est confiée à un juge du pôle spécialisé dans les crimes de guerre, les crimes contre l'humanité et les génocides du tribunal de grande instance de Paris. Le chef de complicité d'actes de torture se justifie par le fait que la technologie livrée en Libye permettait à Mouammar Kadhafi et son régime de placer sous surveillance toute la population libyenne, afin de repérer les opposants, qui étaient arrêtés, mis en prison et torturés.
Dans un rapport de mars 2013 l'association Reporters sans frontières accuse Amesys de faire partie des « sociétés ennemies d'internet », notamment du fait de son implication en Libye,.
Le journal Le Nouvel Observateur révèle, le 9 novembre 2016, qu'Amesys est partie prenante dans la création du fichier TES, une base de données d'environ soixante millions d'enregistrements, gérée par le ministère de l'Intérieur et qui rassemble les données personnelles et biométriques des Français pour la gestion des cartes nationales d'identité et des passeports français.
Plusieurs cadres et dirigeants ayant travaillé pour Amesys sont mis en examen en juin 2021 pour « complicité d’acte de torture ». En novembre 2022, la chambre d'instruction de la Cour d'appel de Paris confirme la mise en examen de l'entreprise et de ses anciens dirigeants Philippe Vannier (président jusqu'en 2010) et Olivier Bohbot (président de Nexa depuis 2014), et annule celle de deux anciens employés,. En décembre 2022, la Cour d'appel de Paris annule la mise en examen de l'entreprise et 4 cadres pour les placer sous le statut de témoin assisté. Elle a « en revanche rejeté les requêtes en nullité portant sur la procédure elle-même et renvoyé le dossier à la juge d’instruction chargée du dossier pour qu’elle poursuive ses investigations ».
En octobre 2023, le média d'investigations Reflets.info révèle que la justice a saisi des communications datant du 6 mai 2014 entre l'ancien chef de projet de Eagle et son ancien assistant, où ils envisageaient de poser une bombe pour faire exploser le véhicule du rédacteur en chef de Reflets.info, qui avait révélé la collaboration d'Amesys avec des dictatures. Le média révèle que depuis, cet assistant est devenu chef de bureau adjoint du Bureau environnement industriel à l’ANSSI, et un autre de ses collègues, est devenu chef du pôle conception et expertise du bureau infrastructure et support dans la même agence. Thierry Breton ex-président d'Atos, aurait aussi protégé Philippe Vanier, l'ex-président d'Amesys, en le nommant responsable l’activité cybersécurité et en le faisant entrer au conseil d'administration de l'entreprise. Les présidents de la république française Nicolas Sarkozy, François Hollande et Emmanuel Macron ont protégé l'entreprise dans son activité, exploitée par la Direction générale du renseignement extérieur (DGSE),.

### Vente de logiciel espion sans autorisation
En 2023, le consortium de journaliste European Investigative Collaborations révèle que l'entreprise Nexa a effectué une démonstration en novembre 2020 à Madagascar du logiciel espion Predator, développé par l'entreprise Cytrox et officiellement vendu à des fin de lutte contre le terroriste et le crime organisé. L'enquête judiciaire sur cette entreprise a découvert qu'un cadre de l'entreprise avait sur son téléphone un rapport confidentiel sur Roland Rasoamaharo, journaliste d'investigation malgache critique du pouvoir, ce qui laisse penser que cette démonstration avait un « usage politique » du logiciel. L'entreprise l'aurait ensuite vendu à ce pays en mai 2021, avant d'obtenir une autorisation, à la suite de pressions de la présidence malgache qui craignait un coup d'État. Le système aurait été livré à l'ambassade de Madagascar à Paris pour éviter tout contrôle, et aurait donné lieu à l'arrestation d'une vingtaine de personnes dont deux ressortissants français au moins. La vente a ensuite été finalisée officiellement par l'entreprise britannique Signum intelligence. L'entreprise Nexa a servi d'intermédiaire pour la vente de ce logiciel à la Libye, l’Égypte, le Vietnam, qui est accusé d'avoir espionné l'ambassadrice d'Allemagne aux États-Unis, et la présidente du parlement européen. L'enquête révèle comment Nexa a utilisé sa filiale Advanced Middle East Systems, aux Émirats arabes unis, pour contourner des contrôles à l'exportation.